# Black Cherry
『Black Cherry』（ブラック・チェリー）は、2006年12月20日に発売された日本の歌手・倖田來未の5枚目のオリジナルアルバム。発売元は、rhythm zone。

## 解説
オリジナルアルバムでは2005年2月9日に発売された『secret』以来1年10ヶ月振り、
2006年発売のベストアルバム『BEST〜second session〜』から9ヶ月でのアルバムリリースとなった。オリコンや公式サイト上では、多数のタイアップ、ボーナストラック含め、過去最多の曲数（18曲収録）で占っていることから、「史上最大のモンスター・アルバム」と釘打っている。
CDのみ・CD+DVD、さらに初回生産限定盤としてCD+2DVDの3枚組仕様と、3形態での発売で、それぞれジャケットも異なっている。今回のような3形態での発売は、ベストアルバム『BEST〜second session〜』、『BEST〜first things〜』に続き、3作目となる。
12週連続シングルリリース以降に発売されたシングル曲8曲を含む、全15曲が収録されている。33rdシングル「夢のうた/ふたりで…」のうちの「ふたりで…」は収録されていない。
全タイプ初回盤にはボーナストラックとして3曲が追加収録されている。一つ目は、オムニバスアニメ「Amazing Nuts!たとえ君が世界中の敵になっても」の主題歌となっている「Twinkle」の英語バージョン。二つ目は、映画『クレヨンしんちゃん 伝説を呼ぶ 踊れ!アミーゴ!』の主題歌として当時劇場もしくはミュウモでの配信限定でのみ聴くことが出来た新曲「GO WAY!!」。今回、初回盤のみのボーナストラックとしてではあるが、本作で待望のCD化となった。そしてもう一つは、EXILEとのコラボレーションシングルとして発売された「WON'T BE LONG」をトラックは原曲のまま、歌詞のみ原曲の"男性目線"で書かれているものを今回ボーナストラック用に"女性目線"に変更したという、「WON'T BE LONG〜Red Cherry Version〜」。
DVDのDISC1には、シングル曲8曲のほかに今回初の映像化また台湾のアーティストSHOWとコラボレーションした「Twinkle feat.SHOW」のミュージック・ビデオが収録されている。そのほか、CD+DVDとCD+2DVDの初回盤のみには、特典映像としてメイキング映像"Premium making"が追加収録される。DVDのDISC2には、今回のアルバムでは11曲目に収録される楽曲「Cherry Girl」の世界観を映像で表現した同名のDVDドラマ"Cherry Girl"を収録。このドラマで彼女は、ドラマ初主演を果たしている。
全タイプ初回盤には、購入者特典サイトへのアクセスパスワードが封入された。これは、先行シングル「Cherry Girl/運命」初回盤との連動企画で、サイトでは、ここでしか手に入らない特典やスロットゲームなどをプレイすることができるというものであった。このサイトは、2007年1月31日午後4時（JST）まで開設された。
このアルバムのCMではカルーセル麻紀がナレーションを担当した。

## チャート成績
このアルバムは初回出荷枚数150万枚に対して、発売1週目で50万枚（オリコン）を売り上げ、これにより6作連続TOP10入りまた自身3作連続となる首位を獲得。同様にサウンドスキャンジャパンでも初登場1位を獲得、発売形態ごとに別集計であるプラネットチャートでも今作の全3形態が第1-3位を独占した。一般に、複数形態の発売では売り上げに差が出ると云われているなかでの独占であったために、今作の第3位までの独占は、珍しい現象であったといえる。また、初動売上は、2006年発売の女性アーティストのオリジナル盤としては最高売り上げとなっている。今作『Black Cherry』は、2007年1月22日付オリコンアルバムチャートにおいて女性歌手では2004年の宇多田ヒカル『Utada Hikaru SINGLE COLLECTION VOL.1』以来3年振りとなる4週連続（1月15日付の2週合算週含む）第1位も獲得している。

## 発売形態

### CD+2DVD （枚数生産限定盤）
- DISC1：CD
  - 初回盤ボーナストラック3曲含む全18曲
- DISC2：DVD
  - ビデオクリップ9曲+初回盤ボーナスビデオ（メイキング映像）
- DISC3：DVD
  - DVD MOVIE「Cherry Girl」。
- 購入者特典として、「Cherry Girl」特製パンフレット付き。
- 封入特典として、スペシャルサイト「Cherry Web」アクセスパスワード封入。

### CD+DVD（初回盤・通常盤）
- DISC1：CD
  - 全15曲収録+初回盤のみボーナストラック3曲
- DISC2：DVD
  - ビデオクリップ9曲収録+初回盤のみボーナスビデオ(メイキング映像)収録
- 初回盤封入特典としてスペシャルサイト「Cherry Web」アクセスパスワード封入。

### CDのみ（初回盤・通常盤）
- 全15曲収録+初回盤のみボーナストラック3曲収録。
- 初回盤封入特典としてスペシャルサイト「Cherry Web」アクセスパスワード封入。

## 収録内容

### CD
1. INTRODUCTION [1:24]
作曲・編曲：
インスト曲
後にフルコーラスにアレンジされた「Black Cherry」とタイトルを題し、6thアルバム『Kingdom』のボーナストラックとして収録されている。
曲が終了すると同時に2曲目の「Get Up & Move!!」が始まる。
2. Get Up & Move!! [3:22]
作詞：
作曲：
編曲：
後にミュージック・ビデオが制作され、企画ベスト『BEST 〜BOUNCE & LOVERS〜』の特典DVD「DANCE BEST DVD」に収録された。
3. 人魚姫 [4:23]
作詞：Kumi Koda
作曲・編曲：Miki Watanabe
32ndシングル「4 hot wave」収録曲
4. 夢のうた [4:43]
作詞：Kumi Koda
作曲・編曲：Hiro Yamaguchi
33rdシングル表題1曲目
5. 月と太陽 [4:00]
作詞：
作曲・編曲：
6. Puppy [4:01]
作詞：Kumi Koda
作曲・編曲：
7. 恋のつぼみ [4:06]
作詞：Kumi Koda
作曲・編曲：Yusuke Kato
31stシングル表題曲
8. WON'T BE LONG 〜Black Cherry Version〜 [4:29]
作詞・作曲：
編曲：
EXILE&倖田來未名義でリリースされた「WON'T BE LONG」のオリジナル音源を大胆にジャズ調に仕上げたアレンジとなっている。なお、本アルバムの初回盤ラストに収録の「Red Cherry Version」はシングルのオリジナル音源が収録されている。
ヴォーカルはバックコーラスも含めすべて彼女が担当（シングルではEXILEのATSUSHIとのデュエットになっているため、バックコーラスも一部ATSUSHIが担当している部分がある）。シングルでリリースされたものとはアレンジが異なり、歌詞も一部変更されている（「Red Cherry Version」も同様）。
9. JUICY [4:26]
作詞：Kumi Koda
作曲：Miki Watanabe
32ndシングル「4 hot wave」収録曲
10. Candle Light [3:16]
作詞：Kumi Koda
作曲・編曲：
11. Cherry Girl [3:55]
作詞：Kumi Koda
作曲：Curtis A. Richardson、Charlene Gilliam、Andreao "Fanatic" Heard、Sherrod Barnes
編曲：Andreao "Fanatic" Heard、The Conglomerate
34thシングル表題1曲目
12. I'll be there [4:11]
作詞：Kumi Koda
作曲：Shintaro Hagiwara
編曲：Tasuku
32ndシングル「4 hot wave」収録曲
13. 運命 [4:21]
作詞：Kumi Koda
作曲：Hirofumi Hibiya
編曲：Masaki Iehara
34thシングル表題2曲目
14. With your smile [4:12]
作詞：Kumi Koda
作曲：Toru Watanabe
編曲：h-wonder
32ndシングル「4 hot wave」収録曲
15. ミルクティー [2:29]
作詞・作曲：Kumi Koda
この曲で、初めて作詞・作曲に挑戦した。
16. Twinkle 〜English Version〜
作詞：
作曲：
編曲：
初回限定盤のみ収録のボーナス・トラック。
「Amazing Nuts!」とコラボレーションした楽曲を英語で歌ったもの。英語詞は、今回の初回盤用に自身で書き直したのだという。
なお、オリジナルの日本語で歌われたものは、同年12月6日に発売されたオムニバスシングル「Amazing Nuts!」に収録されている。
17. GO WAY!!
作詞：
作曲・編曲：
初回限定盤のみ収録のボーナス・トラック。
本作リリースの8ヶ月前からミュゥモでの配信限定でリリースされていた新曲。本作で待望のCD化となった。
18. WON'T BE LONG 〜Red Cherry Version〜
作詞・作曲・編曲：
初回限定盤のみ収録のボーナス・トラック。
EXILE & 倖田來未名義でリリースされた、「WON'T BE LONG」の倖田ソロバージョン。
アルバム8曲目に収録の「Black Cherry Version」の大胆なジャズアレンジとは異なり、本作はオリジナルの音源で収録されている（歌詞は前者アレンジと同様に変更）。

### DVD

#### Disc 2
Music Video
1. 恋のつぼみ
2. JUICY
3. With your smile
4. I'll be there
5. 人魚姫
6. 夢のうた
7. Cherry Girl
8. 運命
9. Twinkle feat.SHOW
急遽収録が決定したDVD初収録のクリップ。曲は台湾のアーティスト・SHOWとコラボレーションしたバージョンで、本作のCDに収録される『Twinkle 〜English Version〜』とはアレンジが異なる。
また、曲・クリップ共にオムニバスシングル「Amazing Nuts!」に収録される『Twinkle』とも異なっている。なおこのビデオクリップの音源は現在のところCD化されていない。
このビデオクリップ音源の逆バージョンとなる『Twinkle feat.KUMI KODA』はSHOWのアルバム「Speshow」に収録されているが、日本国内では未発売となっている。
10. Premium Making
初回限定盤のみ収録の特典映像。
シングルの特典DVDに収録されたメイキングを中心に、未公開シーンの映像を収録。

#### Disc3
DVD Movie
「Cherry Girl」
CD+2DVDのみに付くDisc3には、本人初主演となるDVD Movie「Cherry Girl」が収録される。
稲垣吾郎・MEGUMI・武田真治・伊藤裕子・JAI WEST・星野真里・濱田マリ、ルー大柴ほか豪華キャストと共演した本格的なドラマになっている。
また製作には、彼女が主題歌を担当した関西テレビ・フジテレビ系ドラマ「ブスの瞳に恋してる」製作チームが結集。脚本を鈴木おさむ、監督をタカハタ秀太が担当。

## タイアップ
- スズキ シボレー TVCMソング（2007年1月より起用） (#2)
- 本人出演 東芝携帯電話「Vodafone 705T」TVCMソング (#3)
- テレビ朝日系ドラマ「だめんず・うぉ～か～」主題歌 (#4)
- ドワンゴ TVCMソング (#4)
- ジェムケリー TVCMソング (#5)
- コーセー・ヴィセ「ラッシュ エスカレーション」CFソング (#6)
- フジテレビ系・関西テレビ制作ドラマ「ブスの瞳に恋してる」主題歌 (#7)
- 自主制作映画 ｢Cherry Girl｣ 挿入歌 (#8)
- 本人出演 ジェムケリー TVCMソング (#9)
- 本人出演 オリコカード（倖田來未カード）CMソング (#9)
- 本人出演 森永製菓「ウィダー プロテインバー」CMソング （首都圏のみのオンエア）(#10)
- 本人出演 東芝携帯電話「SoftBank 811T」TVCMソング (#11)
- 自主制作ドラマ「Cherry Girl」主題歌 (#11)
- エフティ資生堂 SEABREEZE 2006 TVCMソング (#12)
- 映画「大奥」主題歌 (#13)
- 日本テレビ系『PRIDE&SPIRIT 日本プロ野球2006』イメージソング (#14)
- オムニバスアニメ・Amazing Nuts!「たとえ君が世界中の敵になっても」主題歌 (#16)
- 映画「クレヨンしんちゃん 伝説を呼ぶ 踊れ!アミーゴ!」主題歌 (#17)

## 収録ライブ映像 (シングル曲除く)
- INTRODUCTION
※ 同ツアーでは「Black Cherry」としてフル尺で歌唱。音源について詳しくは、
  - 『KODA KUMI LIVE TOUR 2007 〜Black Cherry〜 SPECIAL FINAL in TOKYO DOME』
  - 『KODA KUMI 2009 TAIWAN』
  - 『KODA KUMI LIVE TOUR 2013 〜JAPONESQUE〜』
  - 『KODA KUMI LIVE TOUR 2019 re(LIVE) 〜Black Cherry〜』
    - 『KODA KUMI LIVE TOUR 2019 re(LIVE) -Black Cherry- & -JAPONESQUE-』(ファンクラブ限定盤)
- Get Up & Move!!
  - 『KODA KUMI LIVE TOUR 2007 〜Black Cherry〜 SPECIAL FINAL in TOKYO DOME』
  - 『KODA KUMI 2009 TAIWAN』
  - 『KODA KUMI LIVE TOUR 2019 re(LIVE) 〜Black Cherry〜』
    - 『KODA KUMI LIVE TOUR 2019 re(LIVE) -Black Cherry- & -JAPONESQUE-』(ファンクラブ限定盤)
- 月と太陽
  - 『KODA KUMI LIVE TOUR 2007 〜Black Cherry〜 SPECIAL FINAL in TOKYO DOME』
  - 『KODA KUMI 2009 TAIWAN』
  - 『KODA KUMI LIVE TOUR 2019 re(LIVE) 〜Black Cherry〜』
    - 『KODA KUMI LIVE TOUR 2019 re(LIVE) -Black Cherry- & -JAPONESQUE-』(ファンクラブ限定盤)
- Puppy
  - 『KODA KUMI LIVE TOUR 2007 〜Black Cherry〜 SPECIAL FINAL in TOKYO DOME』
- Candle Night
  - 『KODA KUMI LIVE TOUR 2007 〜Black Cherry〜 SPECIAL FINAL in TOKYO DOME』
  - 『KODA KUMI LIVE TOUR 2019 re(LIVE) 〜Black Cherry〜』
    - 『KODA KUMI LIVE TOUR 2019 re(LIVE) -Black Cherry- & -JAPONESQUE-』(ファンクラブ限定盤)
- ミルクティー
  - 『KODA KUMI LIVE TOUR 2007 〜Black Cherry〜 SPECIAL FINAL in TOKYO DOME』
  - 『KODA KUMI LIVE TOUR 2019 re(LIVE) 〜Black Cherry〜』
    - 『KODA KUMI LIVE TOUR 2019 re(LIVE) -Black Cherry- & -JAPONESQUE-』(ファンクラブ限定盤)
- Twinkle
(※は、SHOWとの共演)
  - 『KODA KUMI LIVE TOUR 2007 〜Black Cherry〜 SPECIAL FINAL in TOKYO DOME』
  - 『KODA KUMI 2009 TAIWAN』※
  - 『KODA KUMI LIVE TOUR 2019 re(LIVE) 〜Black Cherry〜』
    - 『KODA KUMI LIVE TOUR 2019 re(LIVE) -Black Cherry- & -JAPONESQUE-』(ファンクラブ限定盤)